# Agama Hindu Dharma

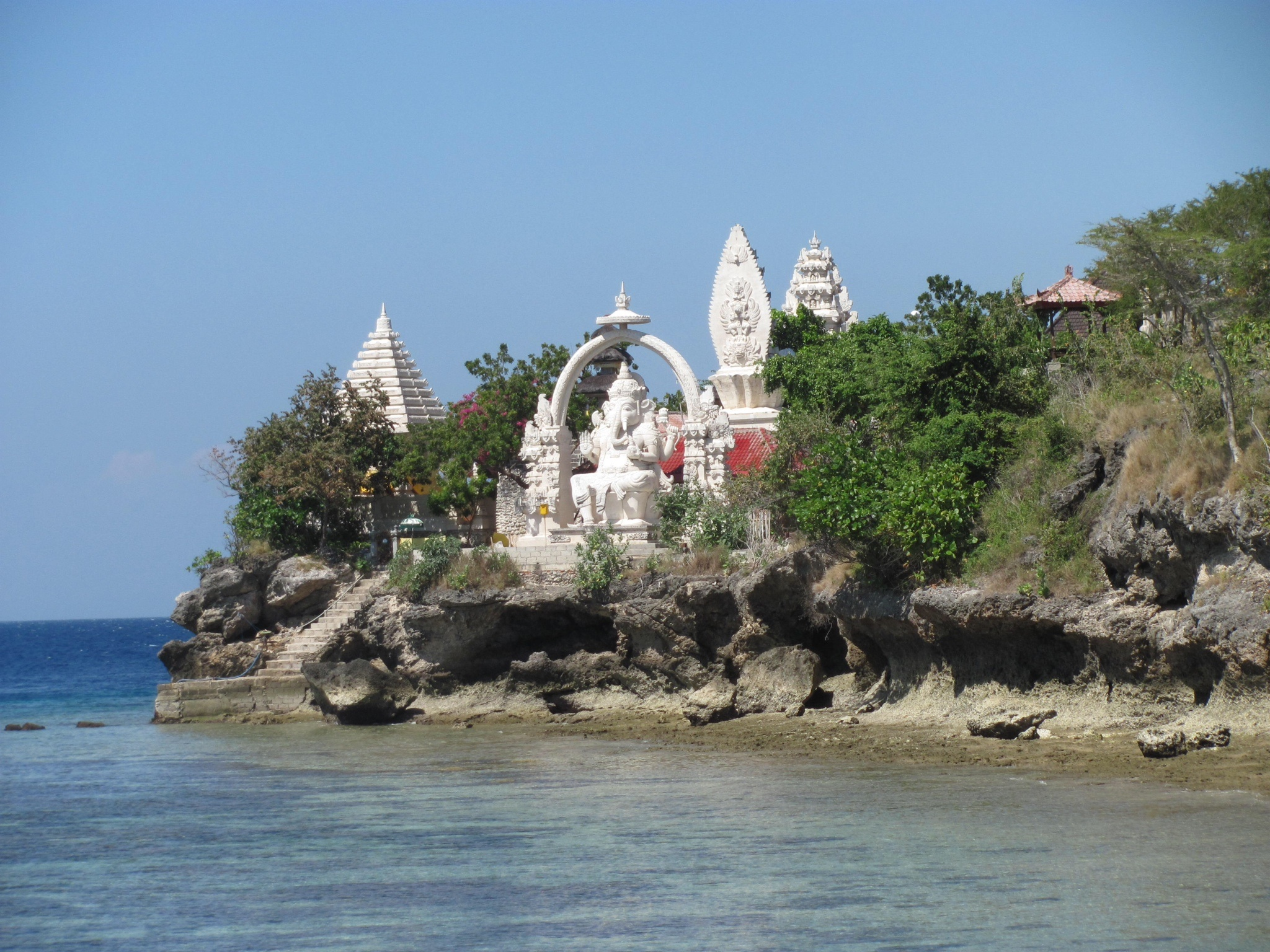
Hindutempel helgat åt Ganesha i Manjangan på Bali.

Agama Hindu Dharma, alternativt Agama Tirtha, Agama Air Suci eller balinesisk hinduism, är en form av hinduism som praktiseras av majoriteten på ön Bali i Indonesien. Den utgörs av en blandning av hinduism och ursprunglig animism, balinesisk folkreligion, förfädersdyrkan (Pitru Paksha), och vördnad för buddhistiska helgon (Bodhisattva). Medan islam är majoritetsreligionen i övriga Indonesien, är förhållandet det omvända på Bali.   
Hinduismen spred sig i den indonesiska övärlden under antiken, troligen under det första århundradet, och inkorporerade då lokala religioner. Buddhismen kom under 100-talet, och kom gradvis att dominera på många håll, utan att utplåna hinduismen. Under 1300-talet kom islam, som på 1500-talet hade ersatt både hinduism, buddhism och andra religioner bland majoritetsbefolkningen i nästan hela nuvarande Indonesien. Undantaget var ön Bali, där hinduismen fortsatt kom att dominera.

## Nyckelföreställningar
Agama Hindu Dharmas allmänna övertygelser och praxis som praktiseras på Bali är en blandning av uråldriga traditioner och samtida påtryckningar från indonesiska lagar som endast tillåter monoteistisk tro under den nationella ideologin Panca sila.
Traditionellt hade hinduismen i Indonesien en pantheon av gudar och den traditionen av tro fortsätter i praktiken; dessutom gav hinduismen i Indonesien frihet och flexibilitet till hinduer när det gäller när, hur och var de skulle be. Emellertid, officiellt anser och annonserar den indonesiska regeringen indonesisk hinduism som en monoteistisk religion med vissa officiellt erkända övertygelser som överensstämmer med dess nationella ideologi.